# Victoria Warmerdam
Victoria Warmerdam (* 1991) ist eine niederländische Filmregisseurin.

## Leben und Wirken
Warmerdam begeisterte sich seit ihrer Kindheit für Filme und beschloss mit 12 Jahren, Regisseurin zu werden. Mit 15 kaufte sie ihre erste Kamera und drehte und schnitt ihre ersten Filme. Sie besuchte die Hogeschool voor de Kunsten in Utrecht, wo sie 2015 ihren Abschluss als Regisseurin und Drehbuchautorin machte. Ihr Abschlussprojekt, der Film Gelukkig ben ik gelukkig, wurde unter anderem beim Niederländischen Filmfestival gezeigt. Im gleichen Jahr gewann sie den Burny Bos Eigenwijsprijs beim Cinekid Festival mit ihrer Filmidee SpaceKees.
2019 veröffentlichte Warmerdam ihren zweiten Film, Short Calf Muscle, bei dem sie sowohl Regie führte als auch das Drehbuch schrieb. Der Kurzfilm wurde bei über 150 Festivals aufgeführt und gewann zahlreiche Preise, unter anderem den mit 30.000 Pfund dotierten Iris-Preis.
2021 folgte der Kurzfilm Snorrie, der ebenfalls bei zahlreichen Filmfestivals gezeigt wurde. Warmerdams 2023 veröffentlichter Kurzfilm Ich bin kein Roboter feierte seine Premiere beim Sitges Festival und wurde bei der Oscarverleihung 2025 in der Kategorie Bester Kurzfilm ausgezeichnet.

## Filmografie
- 2014: Gelukkig ben ik gelukkig (Kurzfilm)
- 2019: Short Calf Muscle (Korte Kuitspier) (Kurzfilm)
- 2020: Snorrie (Kurzfilm)
- 2023: Ich bin kein Roboter (Ik ben geen robot) (Kurzfilm)